# Ебхаузен
Ебхаузен (њем. Ebhausen) општина је у њемачкој савезној држави Баден-Виртемберг. Једно је од 25 општинских средишта округа Калв. Према процјени из 2010. у општини је живјело 4.789 становника. Посједује регионалну шифру (AGS) 8235020.

## Географски и демографски подаци
Ебхаузен се налази у савезној држави Баден-Виртемберг у округу Калв. Општина се налази на надморској висини од 460 метара. Површина општине износи 24,6 km². У самом мјесту је, према процјени из 2010. године, живјело 4.789 становника. Просјечна густина становништва износи 195 становника/km².

## Међународна сарадња
| Мјесто    | Држава   | Врста сарадње | Од    |
| --------- | -------- | ------------- | ----- |
| Хохфилцен | Аустрија | контакт       | 1971. |
| Извор     |          |               |       |